# Barcie (Dubeninki)
Barcie (deutsch Thewelkehmen, 1938–1945 Tulkeim) ist ein Ort in der polnischen Woiwodschaft Ermland-Masuren. Er gehört zur Landgemeinde Dubeninki (Dubeningken, 1938–1945 Dubeningen) im Kreis Gołdap (Goldap).

## Geographie
Barcie liegt im Nordosten der Woiwodschaft Ermland-Masuren an der Nordspitze des Loyer Sees (1938–1945 Loier See, polnisch: Jezioro Przerośl) und nordöstlich des 230 Meter hohen Brandberg (polnisch: Jastrzębia Góra). Bis zur Kreisstadt Gołdap (Goldap) sind es 19 Kilometer.

## Geschichte
Das Gründungsjahr des kleinen und damals Tuelkeinenn genannten Dorfes ist das Jahr 1557. In den nachfolgenden Jahren hatte der Ort unterschiedliche Namensformen: Tewelkemen (vor 1589), Barschdenn (nach 1596), Bartszen (vor 1785), Thewelkehmen (bis 1938).
Zwischen 1874 und 1945 war Thewelkehmen in den Amtsbezirk Loyen eingegliedert, der von 1939 bis 1945 „Amtsbezirk Loien“ hieß und für die Dauer seines Bestehens zum Kreis Goldap im Regierungsbezirk Gumbinnen der preußischen Provinz Ostpreußen gehörte.
Im Jahre 1910 waren in Thewelkehmen 115 Einwohner registriert. Ihre Zahl stieg bis 1933 auf 128 und belief sich 1939 bereits auf 185.
Am 3. Juni (amtlich bestätigt am 16. Juli) 1938 erhielt Thewlekehmen im Zuge der nationalsozialistischen Umbenennungsaktion den Namen Tulkeim. 1945 wurde das Dorf in Kriegsfolge mit dem gesamten südlichen Ostpreußen nach Polen überführt. Hier erhielt es die polnische Bezeichnung Barcie und ist jetzt eine Ortschaft im Verbund der Gmina Dubeninki im Powiat Gołdapski. Es gehörte zwischen 1975 und 1998 zur Woiwodschaft Suwałki; seither ist es in die Woiwodschaft Ermland-Masuren eingegliedert.

## Religionen
Die Bevölkerung Thewelkehmens war vor 1945 fast ohne Ausnahme evangelischer Konfession. Das Dorf war in das Kirchspiel der Kirche Dubeningken eingepfarrt, die zum Kirchenkreis Goldap in der Kirchenprovinz Ostpreußen der Evangelischen Kirche der Altpreußischen Union gehörte. Die wenigen Katholiken waren der Pfarrei in Goldap im Bistum Ermland zugeordnet.
Seit 1945 haben sich die kirchlichen Verhältnisse umgekehrt: Die Mehrheit der Einwohner Barcies ist katholisch und zu der einst evangelischen und jetzt katholischen Pfarrkirche in Dubeninki hin orientiert. Sie ist in das Dekanat Filipów im Bistum Ełk (Lyck) der Katholischen Kirche in Polen eingegliedert. Evangelische Kirchenglieder gehören jetzt zur Kirchengemeinde in Gołdap, die eine Filialgemeinde der Pfarrei Suwałki in der Diözese Masuren der Evangelisch-Augsburgischen Kirche in Polen ist.

## Verkehr
Barcie liegt relativ verkehrsgünstig an der Woiwodschaftsstraße 651, die die Kreisstadt Gołdap in der Woiwodschaft Ermland-Masuren mit der Kreisstadt Sejny in der Woiwodschaft Podlachien verbindet. Eine Bahnanbindung besteht nicht mehr, seit die bis 1945 betriebene, auch „Kaiserbahn“ genannte Bahnstrecke Goldap–Szittkehmen (Wehrkirchen) mit der nächstgelegenen Bahnstation in Dubeningken stillgelegt worden ist.